# Kromsdorf
Kromsdorf è una frazione del comune tedesco di Ilmtal-Weinstraße, nel Land della Turingia.

## Storia
Il 1º gennaio 2019 il comune di Kromsdorf venne aggregato al comune di Ilmtal-Weinstraße.